# Смитсонов институт
Смитсонов институт (на английски: Smithsonian Institution), наричан и само Смитсониън, е научноизследователски и образователен институт в САЩ, към който е създаден голям комплекс от музеи и зоопарк.
Финансира се от американското правителство, частни спомоществователи, а също така и от развиването на издателска и търговска дейност (изработване на развиващи мисленето и обучаващи игри, програми, видеоматериали, продажба на сувенири). Повечето от учрежденията се намират в гр. Вашингтон.
Основан е през 1846 г. във Вашингтон съгласно завещанието на англичанина Джеймс Смитсон (James Smithson), чието желание било „да се увеличават и разпространяват знанията сред хората“. Започнал в началото само като музей, днес той е национален център за научни изследвания и образование и най-големият американски музей (всъщност група от 21 отделни музея) с над 140 млн. експоната.